# Liste der Monuments historiques in Attenschwiller
Die Liste der Monuments historiques in Attenschwiller führt die Monuments historiques in der französischen Gemeinde Attenschwiller auf.

## Liste der Objekte
| Bezeichnung                                                                 | Beschreibung                                             | Standort                         | Kennzeichnung | Schutzstatus | Datum | Bild |
| --------------------------------------------------------------------------- | -------------------------------------------------------- | -------------------------------- | ------------- | ------------ | ----- | ---- |
| Taufbecken                                                                  | Sandstein, vermutlich aus dem 16. Jahrhundert            | in der Kirche St-Valentin (Lage) | PM68001013    | Inscrit      | 1987  |      |
| Kruzifix                                                                    | Holz, farbig gefasst, vermutlich aus dem 18. Jahrhundert | in der Kirche St-Valentin (Lage) | PM68001018    | Inscrit      | 1987  |      |
| Gemälde Die Gottesmutter übergibt ein Skapulier an den heiligen Simon Stock | Ölfarbe auf Leinwand, 18. Jahrhundert                    | in der Kirche St-Valentin (Lage) | PM68001017    | Inscrit      | 1987  |      |
| Gemälde Marienkrönung                                                       | Ölfarbe auf Leinwand, 18. Jahrhundert                    | in der Kirche St-Valentin (Lage) | PM68001014    | Inscrit      | 1987  |      |
| Skulptur Madonna mit Kind                                                   | Holz, farbig gefasst und vergoldet, 18. Jahrhundert      | in der Kirche St-Valentin (Lage) | PM68001015    | Inscrit      | 1987  |      |
| Skulptur Gekrönte Madonna mit Kind                                          | Holz, farbig gefasst, vermutlich aus dem 18. Jahrhundert | in der Kirche St-Valentin (Lage) | PM68001016    | Inscrit      | 1987  |      |